# Records des Pacers de l'Indiana
Cette page liste les records de l'équipe et des joueurs des Pacers de l'Indiana depuis leur création en 1967.

## Records individuels en saison régulière
Légende: En Gras : joueurs encore en activité en NBA.

### En carrière
| Statistique             | Joueur        | Record |
| ----------------------- | ------------- | ------ |
| Matchs joués            | Reggie Miller | 1 389  |
| Points                  | Reggie Miller | 25 279 |
| Passes décisives        | Reggie Miller | 4 141  |
| Interceptions           | Reggie Miller | 1 505  |
| Total de rebonds        | Mel Daniels   | 6 006  |
| Contres                 | Myles Turner  | 1 412  |
| Tirs marqués            | Reggie Miller | 8 241  |
| 3 points inscrits       | Reggie Miller | 2 560  |
| Lancers francs inscrits | Reggie Miller | 6 237  |
| Pertes de balles        | Reggie Miller | 2 412  |

### Sur un match
| Statistique                | Joueur                                | Record | Date                                                           |
| -------------------------- | ------------------------------------- | ------ | -------------------------------------------------------------- |
| Minutes                    | Jalen Rose                            | 61     | 13 mars 2001                                                   |
| Points                     | Reggie Miller                         | 57     | 28 novembre 1992                                               |
| Paniers marqués            | Billy Knight Rik Smits T. J. Warren   | 20     | 25 janvier 1980 10 décembre 1995 1er août 2020                 |
| Paniers tentés             | John Williamson Jalen Rose            | 34     | 23 novembre 1977 13 mars 2001                                  |
| Paniers à 3 points réussis | Tyrese Haliburton                     | 10     | 23 décembre 2022                                               |
| Paniers à 3 points tentés  | Tyrese Haliburton                     | 18     | 25 novembre 2024                                               |
| Lancers francs réussis     | Detlef Schrempf                       | 22     | 8 décembre 1992                                                |
| Lancers francs tentés      | Jermaine O'Neal                       | 25     | 4 janvier 2005                                                 |
| Rebonds défensifs          | Herb Williams                         | 25     | 23 janvier 1989                                                |
| Rebonds offensifs          | Clemon Johnson Dale Davis Jeff Foster | 12     | 28 mars 1982 30 décembre 1993 11 décembre 2004 2 décembre 2006 |
| Total rebonds              | Herb Williams                         | 29     | 23 janvier 1989                                                |
| Passes décisives           | Jamaal Tinsley Tyrese Haliburton      | 23     | 22 novembre 2001 30 décembre 2023                              |
| Interceptions              | T. J. McConnell                       | 10     | 3 mars 2021                                                    |
| Contres                    | Roy Hibbert                           | 11     | 21 novembre 2012                                               |
| Balles perdues             | Herb Williams Pooh Richardson         | 11     | 12 février 1985 4 décembre 1993                                |

## Records individuels en Playoffs

### En carrière
| Statistique             | Joueur        | Record |
| ----------------------- | ------------- | ------ |
| Matchs joués            | Reggie Miller | 144    |
| Points                  | Reggie Miller | 2 972  |
| Passes décisives        | Mark Jackson  | 575    |
| Interceptions           | Reggie Miller | 146    |
| Total de rebonds        | Dale Davis    | 998    |
| Contres                 | Myles Turner  | 126    |
| Tirs marqués            | Reggie Miller | 941    |
| 3 points inscrits       | Reggie Miller | 320    |
| Lancers francs inscrits | Reggie Miller | 770    |
| Pertes de balles        | Reggie Miller | 255    |

### Sur un match
| Statistique                | Joueur                                                | Record | Date                                              |
| -------------------------- | ----------------------------------------------------- | ------ | ------------------------------------------------- |
| Minutes jouées             | Reggie Miller                                         | 51     | 6 mai 1993                                        |
| Points                     | Reggie Miller                                         | 41     | 4 mai 2000 24 avril 2001                          |
| Paniers marqués            | Chuck Person Jalen Rose Anthony Johnson Pascal Siakam | 16     | 28 avril 1991 6 mai 2000 4 mai 2006 23 avril 2024 |
| Paniers tentés             | Paul George                                           | 28     | 28 mai 2014 20 avril 2017                         |
| Lancers francs réussis     | Reggie Miller Paul George                             | 17     | 30 avril 1993 30 mai 1994 21 avril 2013           |
| Lancers francs tentés      | Reggie Miller                                         | 19     | 30 mai 1994                                       |
| Paniers à 3 points réussis | Aaron Nesmith                                         | 8      | 21 mai 2025                                       |
| Paniers à 3 points tentés  | Reggie Miller Tyrese Haliburton                       | 16     | 11 mai 1999 10 mai 2024                           |
| Rebonds défensifs          | Jermaine O'Neal                                       | 19     | 29 avril 2003                                     |
| Rebonds offensifs          | Jermaine O'Neal                                       | 11     | 1er mai 2003                                      |
| Total rebonds              | Jermaine O'Neal                                       | 22     | 29 avril 2003                                     |
| Passes décisives           | Mark Jackson                                          | 17     | 27 avril 1996                                     |
| Interceptions              | Haywoode Workman                                      | 7      | 28 avril 1994                                     |
| Contres                    | Roy Hibbert                                           | 9      | 28 avril 2012                                     |
| Balles perdues             | Mark Jackson Reggie Miller Andrew Nembhard            | 8      | 2 mai 1995 30 avril 1998 6 mai 2025               |

## Records de la franchise

### Sur une saison
| Statistique                    | Record | Moyenne par match          | Saison    |
| ------------------------------ | ------ | -------------------------- | --------- |
| Points marqués                 | 10 110 | 123,3 points / match       | 2023-2024 |
| Rebonds                        | 4 578  | 54,5 rebonds / match       | 1971-1972 |
| Passes décisives               | 2 522  | 30,7 passes / match        | 2023-2024 |
| Interceptions                  | 941    | 11,2 interceptions / match | 1975-1976 |
| Contres                        | 530    | 6,5 contres / match        | 1979-1980 |
| Tirs marqués                   | 3 891  | 46,3 tirs / match          | 1974-1975 |
| Tirs tentés                    | 8 525  | 101,5 tirs / match         | 1975-1976 |
| Pourcentage au tir             | 50,7%  | /                          | 2023-2024 |
| 3 points marqués               | 1 112  | 13,6 tirs / match          | 2022-2023 |
| 3 points tentés                | 3 030  | 36,9 tirs / match          | 2022-2023 |
| Pourcentage à 3 points         | 39,2%  | /                          | 1999-2000 |
| Lancers francs marqués         | 2 273  | 29,1 tirs / match          | 1968-1969 |
| Lancers francs tentés          | 3 180  | 40,8 tirs / match          | 1968-1969 |
| Pourcentage aux lancers francs | 81,6%  |                            | 1989-1990 |
| Pertes de balles               | 1 642  | 20 pertes / match          | 1977-1978 |